# Saganaga Lake
Saganaga Lake är en sjö i Kanada, på gränsen till USA.   Den ligger i Thunder Bay District och provinsen Ontario, i den sydöstra delen av landet, 1 200 km väster om huvudstaden Ottawa. Saganaga Lake ligger 434 meter över havet. Arean är 43 kvadratkilometer. Den sträcker sig 11,2 kilometer i nord-sydlig riktning, och 20,2 kilometer i öst-västlig riktning.
Omgivningarna runt Saganaga Lake är en mosaik av jordbruksmark och naturlig växtlighet. Trakten runt Saganaga Lake är nära nog obefolkad, med mindre än två invånare per kvadratkilometer.